# 'O sole mio
"'O sole mio" er en velkendt traditionel napolitansk vise. Teksten blev skrevet af Giovanni Capurro og sat i musik af Eduardo Di Capua i 1898.
Den bedst kendte indspilning af den oprindelige "'O Sole Mio" er fra 1916 og er med Enrico Caruso, men sangen er indspillet i utallige versioner gennem årene.
"'O sole mio" er skrevet – og normalt sunget – på den napolitanske dialekt, hvilket betyder, at "'O sole mio" er napolitansk for det, der på italiensk ville hedde "Il Sole Mio" og dermed kan oversættes til "Min Sol" (og ikke "Åh, Min Sol" eller "Oh, Min Sol").

## Teksten (Napolitansk)
Che bella cosa e' na giornata 'e sole
n'aria serena dopo na tempesta!
Pe' ll'aria fresca pare già na festa
Che bella cosa e' na giornata 'e sole.
Ma n'atu sole,
cchiù bello, oje ne'
'O sole mio
sta 'nfronte a te!
'O sole, 'o sole mio,
sta 'nfronte a te!
sta 'nfronte a te!
Quanno fa notte e 'o sole se ne scenne,
me vene quase 'na malincunia;
sotto 'a fenesta toia restarria
quanno fa notte e 'o sole se ne scenne.
Ma n'atu sole,
cchiù bello, oje ne'
'O sole mio
sta 'nfronte a te!
'O sole, 'o sole mio
sta 'nfronte a te!
sta 'nfronte a te!

## Elvis Presleys udgave
Sangen er brugt som oplæg til "It's Now or Never", indspillet af Elvis Presley den 3. april 1960 i RCA-studierne i Nashville, samme dag som også "Are You Lonesome Tonight?" blev indspillet.